# Schilde (Schaale)
|  | No s'ha de confondre amb el municipi de Schilde a Bèlgica.. |

L'Schilde (pronúnica xilde) és un riu de Mecklenburg-Pomerània Occidental. És un afluent de l'Schaale, que via el Sude desemboca a l'Elba. Neix als aiguamolls del Neuendorfer Moor i desemboca 46,6 km més avall a l'Schaale a prop de Bennin. Uns quinze quilòmetre travessa la Reserva de la Biosfera Schaalsee. El curs inferior està integrat a la zona de protecció natural de la planura de l'Schilde i Mòtel. Sobretot al seu curs superior va ser parcialment rectificat al segle XX però en l'actualitat s'assatja allà on és possible deixar el riu recuperar un curs natural i meandrós, junts amb els seus afluents és llistat com curs d'aigua amb gran potencial de renaturalització.
| Motel (Schilde) |                  | 53° 27′ 55″ N, 10° 58′ 4″ E / 53.46528°N,10.96778°E |
|                 | Nagelsbach       | 53° 31′ 26″ N, 11° 5′ 51″ E / 53.52389°N,11.09750°E |
| Düsterbeck      |                  | 53° 33′ 27″ N, 11° 4′ 25″ E / 53.55750°N,11.07361°E |
|                 | Dümmer Seefliess | 53° 33′ 43″ N, 11° 4′ 41″ E / 53.56194°N,11.07806°E |

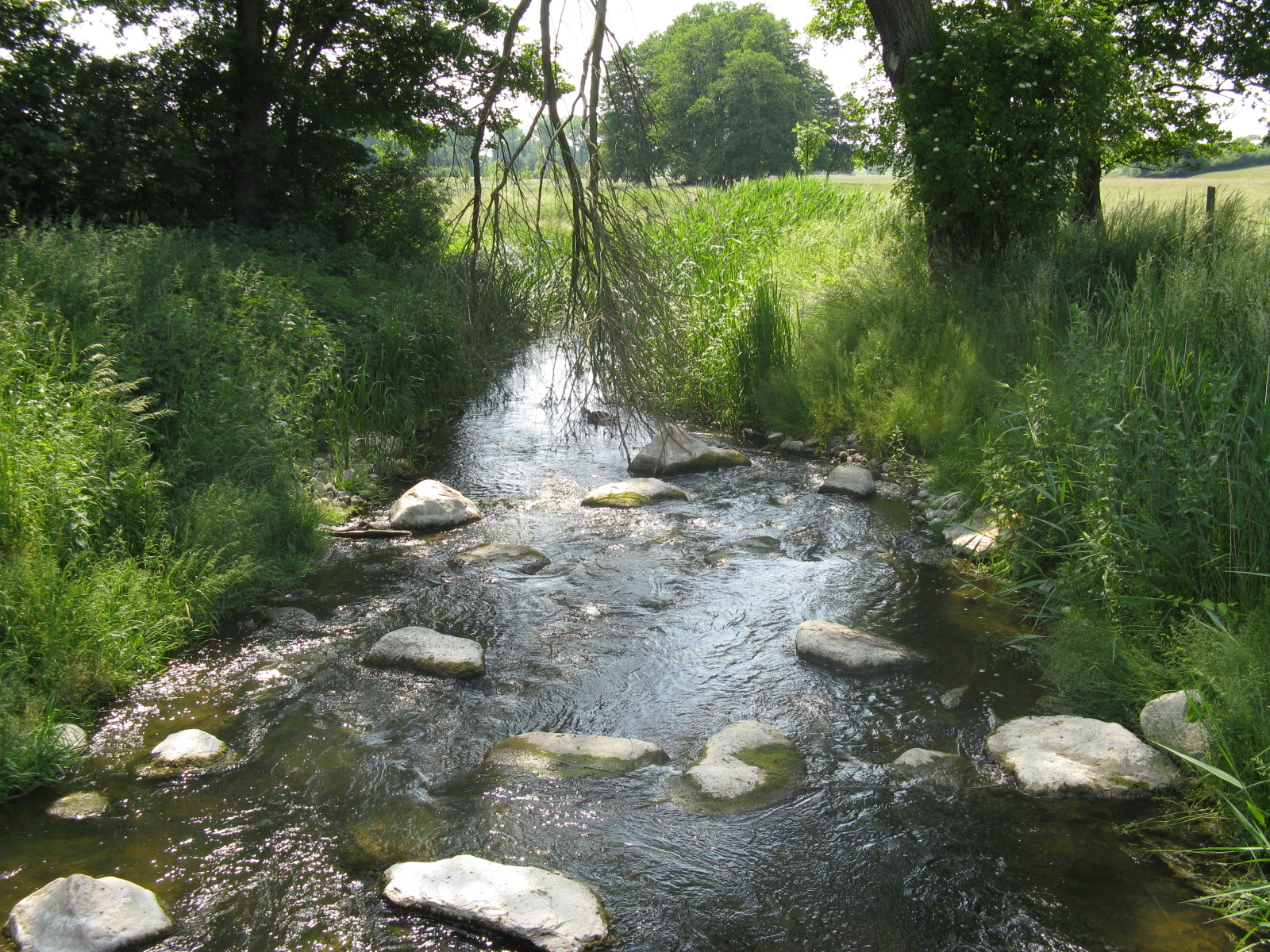
L'Schilde en sortir del llac del Döbberser See
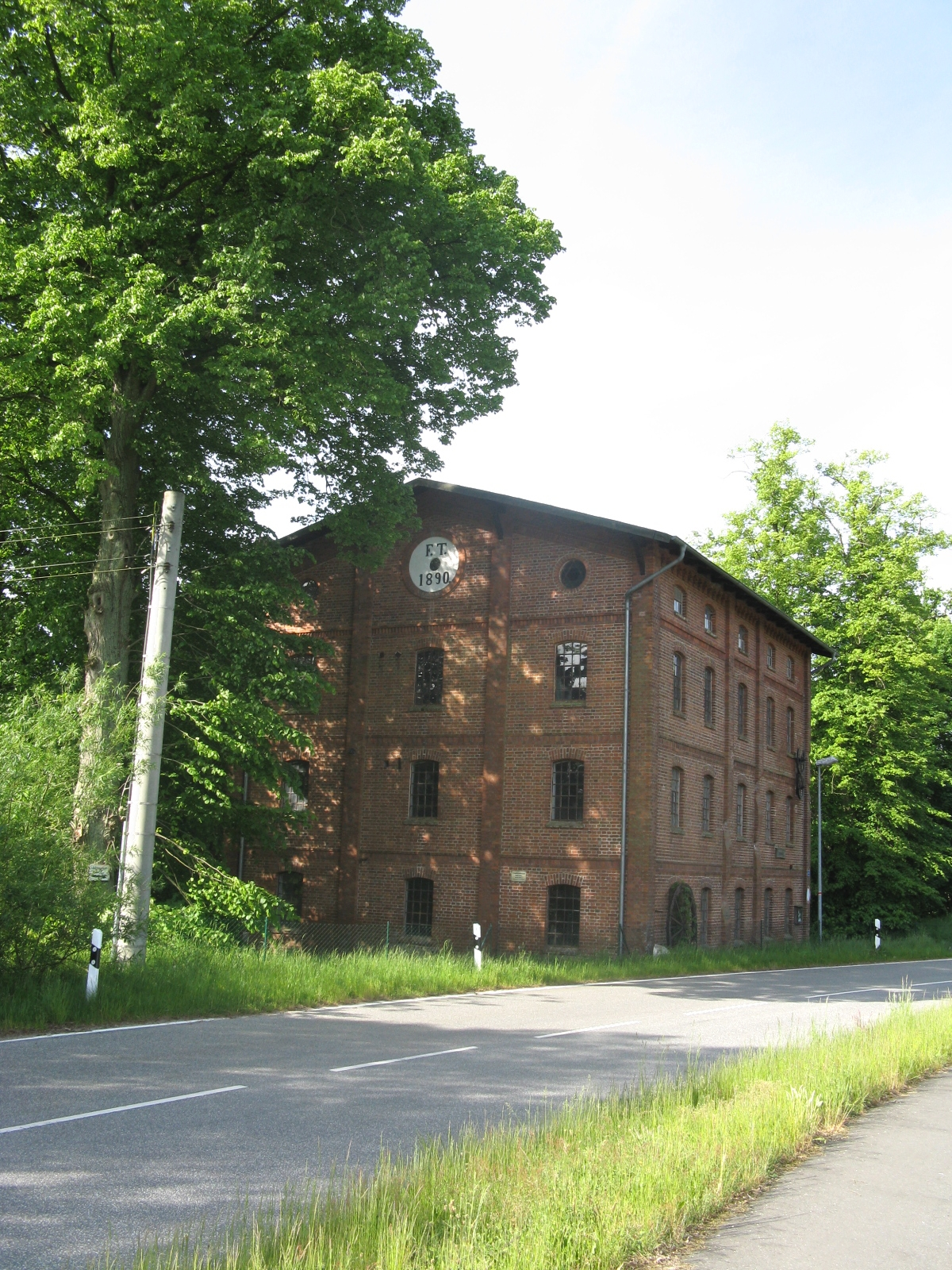
Molí d'aigua de Schildfeld